# Neleothymus
Neleothymus is een geslacht van insecten uit de orde vliesvleugeligen (Hymenoptera) en de familie Ichneumonidae.

## Soorten
- N. acutus Dasch, 1979
- N. attenuatus (Cushman, 1920)
- N. curvatus Dasch, 1979
- N. nogalensis Dasch, 1979
- N. pusillus Dasch, 1979
- N. rufoornatus Cameron, 1905
- N. vaderi Gauld, 2000